# Zivilarbeitslager Wolfenbüttel Westbahnhof
Das Zivilarbeitslager Wolfenbüttel Westbahnhof gehörte innerhalb des nationalsozialistischen Lagersystems zu der Gruppe der „Mischlingslager“. Da die Akten der Organisation Todt verschollen sind, ist über diesen Lagertyp wenig bekannt.
Das Wolfenbütteler Lager wurde im November 1944 von der Organisation Todt in einer Reichsbahn-Baracke auf dem Gelände des Westbahnhofs, östlich vom Bahnhofsgebäude, eingerichtet und bestand bis zum Kriegsende. Die Lagerinsassen waren etwa 70 Männer unterschiedlichen Alters, „Mischlinge 1. Grades“, alle aus dem Stadtkreis Stuttgart. Sie hatten einen Stellungsbefehl der Geheimen Staatspolizei erhalten, dem zufolge sie sich mit Arbeitsgerät und Verpflegung am 21. November 1944 in Bietigheim einzufinden hatten; von dort wurden sie von der Reichsbahn nach Wolfenbüttel transportiert. Es war die vorletzte Deportation aus Stuttgart, die letzte (von der häufig Angehörige der Wolfenbütteler Lagerinsassen betroffen waren) ging im Februar 1945 nach Theresienstadt. Die reichsweit durchgeführte Zwangsrekrutierung der „Mischlinge“ fand gleichzeitig mit Rekrutierungskampagnen für den Volkssturm statt und wurde von der Mehrheitsbevölkerung daher kaum wahrgenommen.
Die Reichsbahn-Baracke wurde erst im Lauf der nächsten Tage mit Behelfsbetten hergerichtet. Der Arbeitseinsatz diente dem Bau einer Wasserleitung von Oker nach Goslar entlang der Bahnstrecke; die Lagerinsassen waren als Arbeitskräfte einem Hoch- und Tiefbauunternehmen in Vienenburg überstellt worden. Sie fuhren an Werktagen mit normalen Reichsbahn-Zügen zu ihrer Arbeitsstelle, wo sie, von einem Kapo beaufsichtigt, einen Graben für die Wasserleitung ausschachten mussten. Die Arbeitszeit betrug täglich etwa 10 Stunden. Es gab einen Lagerältesten, der, wie gemutmaßt wurde, der Geheimen Staatspolizei täglich berichtete. Wer denunziert wurde, kam zur „Sonderbehandlung“ zeitweilig ins „Lager 21“ nach Salzgitter; wer sich unauffällig verhielt, blieb relativ unbehelligt. Bei Fliegeralarm gab es für die „Mischlinge“ so wenig wie für die Ostarbeiter einen Platz im Luftschutzbunker. Die Ernährungssituation war etwas besser als in Konzentrationslagern oder Lagern für Ostarbeiter, gelegentliche Einkäufe waren möglich. Die Lagerinsassen trugen keine Häftlingskleidung, sondern ihre eigene, mitgebrachte Kleidung, hatten allerdings nur das, was sie auf dem Leibe trugen. Bei winterlichem Wetter gab es meist keine Möglichkeit, Kleidung zu waschen und zu trocknen.
Die NS-Behörden waren durch logistische Aufgaben, wie die Unterbringung von Flüchtlingen, stark beansprucht, so dass sich für die Bewohner des „Mischlingslagers“ eine diffuse Situation ergab, in der oft nicht klar war, was ihnen noch erlaubt war, was nicht. Eigentliche Bewachung gab es nicht, man konnte sich frei in der Stadt bewegen, aber mit ihrer verdreckten Kleidung fielen die Lagerinsassen in der Bevölkerung auf und wurden als Fremdarbeiter verdächtigt. Einzelne Personen wurden krankheitsbedingt nach Stuttgart entlassen; mit dem nahenden Kriegsende tauchten viele Lagerbewohner unter, und die letzte Gruppe wurde von britischen Soldaten befreit.